# Palatul Cercului Militar Național

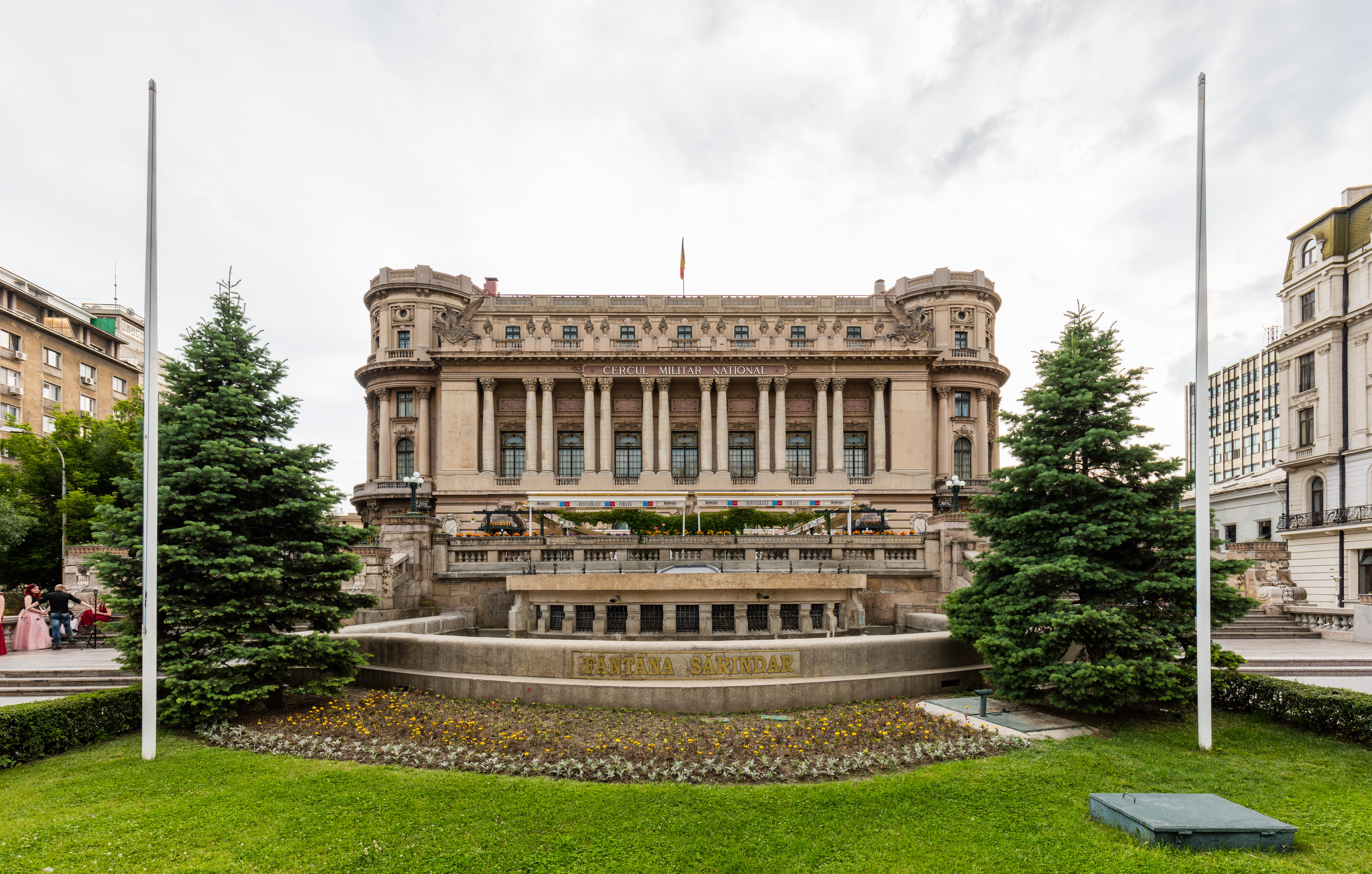
Cercul Militar National

Cercul Militar ist ein Offizierskasino in Bukarest. Das Gebäude befindet sich am Piața Tricolorului, der Kreuzung der beiden Straßen Calea Victoriei und Bulevardul Regina Elisabeta.
Es wurde 1911 gebaut und von den Architekten Dimitrie Maimarolu, Victor Ștefănescu und Ernest Doneaud entworfen.

## Besonderheiten

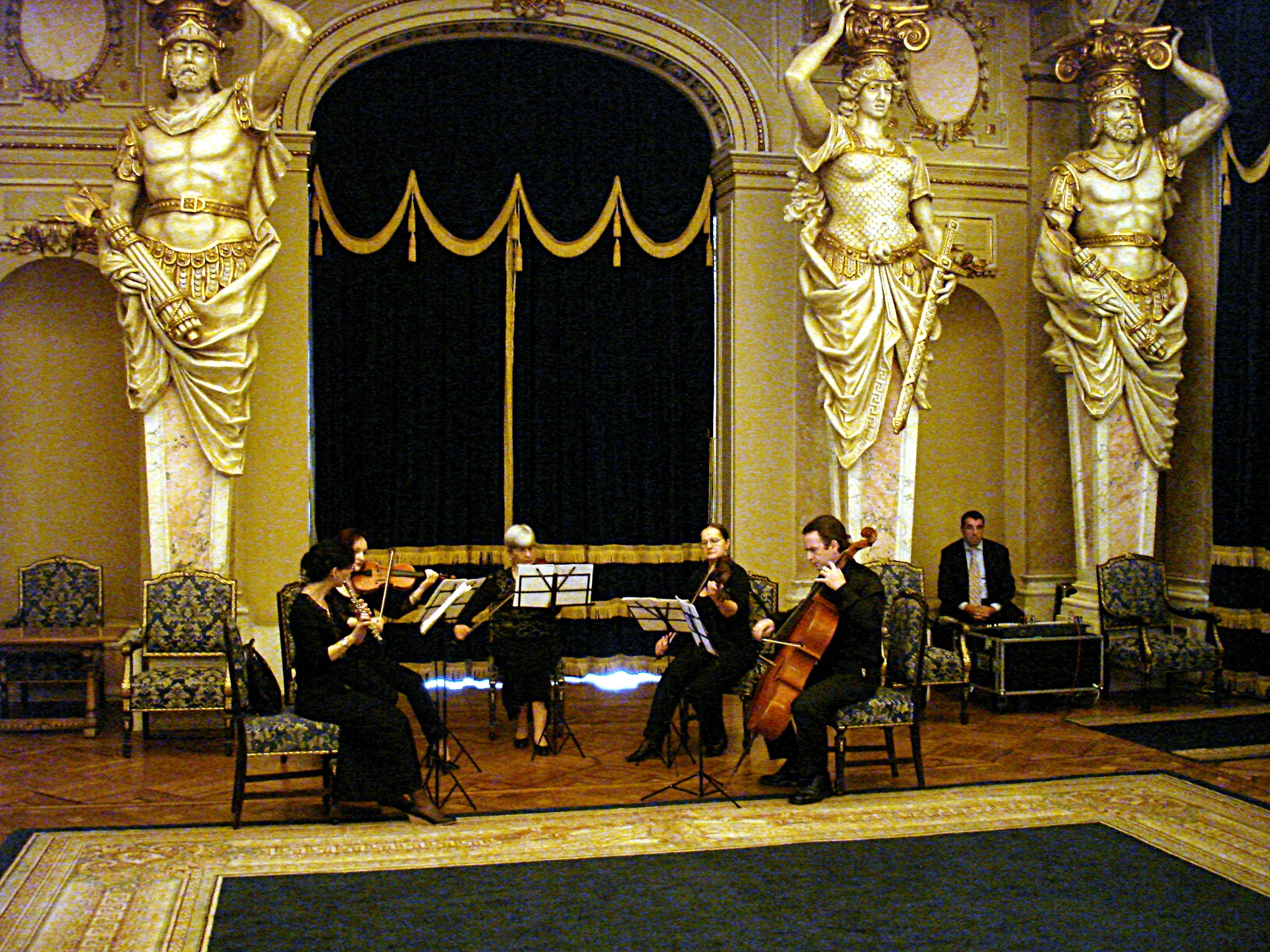
Der Marmorsaal

Cercul Militar Național durfte früher nur von höchstrangigen Offizieren der rumänischen Armee betreten werden. Diese Regelung wurde aufgehoben, sodass nun auch Einwohner und Touristen das Gebäude besuchen können. Eine weitere Besonderheit bietet der prachtvolle Innenraum, der teilweise mit goldenen Wandverkleidungen und edlen Figuren eingekleidet ist. Der innere Saal wird nur bei besonderen Anlässen und Festlichkeiten benutzt, während der äußere Bereich frei zugänglich ist. Außen befinden sich ebenfalls Sitzgelegenheiten.

## Gebäudestruktur und Architektur
Das gesamte Gebäude wurde im Neo-Renaissance-Stil erbaut. Im äußeren Vorhof gibt es zwei Springbrunnen und eine Treppe, über die man zum höhergelegenen Plateau vor dem Eingang kommt.